# Emmanouíl Frágkos
Emmanouíl Frágkos (grec moderne : Εμμανουήλ Φράγκος), né le 27 juin 1993 à Chios en Grèce, est un homme politique grec, affilié au parti politique conservateur Solution grecque, député européen de 2019 à 2024.